# Festuca auquieri
Festuca auquieri är en gräsart som beskrevs av Michel François-Jacques Kerguélen. Festuca auquieri ingår i släktet svinglar, och familjen gräs.
Artens utbredningsområde är Frankrike. Inga underarter finns listade i Catalogue of Life.